# 9021 Фаґус
9021 Фаґус  (9021 Fagus) — астероїд головного поясу, відкритий 14 лютого 1988 року.
Тіссеранів параметр щодо Юпітера — 3,366.